# Shrewsbury
Shrewsbury (angleška izgovorjava: /ˈʃruːzbri/ () ali angleška izgovorjava: /ˈʃroʊzbri/ ()) je naselje v Angliji, prestolnica grofije Shropshire v regiji West Midlands na zahodu dežele. V njem živi 70.689 prebivalcev s čimer je za Telfordom drugo največje naselje v grofiji. Leži ob reki Severn, 14 kilometrov od meje z Walesom.
Je zgodovinsko trško naselje s središčem, ki ima še ohranjeno srednjeveško razporeditev ulic in preko 660 spomeniško zaščitenih zgradb, med njimi več hiš iz 15. in 16. stoletja z ogrodjem iz lesenih tramov. Shrewsburyjski grad iz rdečega peščenjaka je bil zgrajen leta 1074, Shrewsburyjska opatija pa leta 1083. Danes je naselje ekonomsko in kulturno središče grofije in dela osrednjega Walesa. Širše je znano predvsem po prireditvi Shrewsbury Flower Show, eni največjih in najstarejših hortikulturnih prireditev v državi.
Na posestvu The Mount v Shrewsburyju se je leta 1809 rodil Charles Darwin, slavni naravoslovec in utemeljitelj teorije evolucije.